# Barbital
Barbital, weronal (łac. barbitalum) oraz sól sodowa barbitalu (łac. barbitalum natrium) – dwuetylowa pochodna malonylomocznika, pierwszy barbituran wprowadzony do lecznictwa (w 1903 roku).

## Mechanizm działania
Modyfikuje przewodnictwo Na+, Cl− i Ca2+. Działa niezależnie od GABA przez swoje miejsce rozpoznawcze (receptor GABA-A), bezpośrednio stymulując przepływ anionów Cl−. Ta niezależność sprawia, że GABA może prowadzić prawie bez ograniczenia do bardzo głębokiego i długotrwałego hamowania wielu podstawowych funkcji mózgu. Nasila hamowanie zarówno presynaptyczne, jak i postsynaptyczne. Wiąże się z receptorem GABA–A (nie wiąże się z GABA-C), przedłużając w nim okres otwarcia kanału Cl−(natomiast benzodiazepiny zwiększają częstotliwość otwarcia tego kanału).
Wywiera działanie przez wpływ na kompleks receptorowy GABA związany z kanałem dla jonów Cl−, po związaniu z kompleksem receptorowym powoduje nasilenie hamowania GABA-ergicznego w wyniku zwiększonego napływu jonów chlorkowych do wnętrza neuronu. Blokuje zależny od napięcia kanał wapniowy. Prawdopodobnie zaburza równowagę między procesami pobudzania a hamowania neuronów w różnych strukturach mózgu, poprzez nasilenie blokującego wpływu GABA na przekaźnictwo nerwowe (receptory GABA-A). Barbital działa hamująco na neurony układu limbicznego, tworu siatkowatego w mózgu, a także podwzgórza, upośledza przekazywanie bodźców do kory mózgowej z tych struktur. Wzmacnia efekt hamujący neuroprzekaźnika GABA a podany w wysokich dawkach działa jak analog GABA. Jest jednym z modulatorów receptora GABA-A. Redukuje pobudzający wpływ glutaminianów.

## Farmakologia
Barbital (weronal) w działaniu jest podobny do luminalu, prominalu oraz cyklobarbitalu. Występują jednak poszczególne różnice. Barbital w zależności od zastosowanej dawki wykazuje działanie uspokajające (30–100 mg) oraz nasenne (300–500 mg).
Jest wolno i nieznacznie (zaledwie w 30%) metabolizowany w ustroju, wydalając się z moczem. Klinicznie jego działanie jest wolniejsze, silniejsze i bardziej długotrwałe niż fenobarbitalu. Dopiero po około godzinie od podania (500 mg) wywołuje głęboki, długotrwały 7–9 godzinny sen, po którym zawsze występuje okres zamroczenia ustępujący do 48 godzin.

## Zastosowanie
Sól sodowa barbitalu została po raz ostatni opisana w Farmakopei Polskiej V (1993), jako monografia Barbitalum Natricum.
W Polsce barbital był stosowany leczniczo do końca lat 90. Wchodził w skład rozmaitych leków recepturowych sporządzanych w aptekach (proszki, czopki oraz mikstury, wlewki doodbytnicze).
Przykładowa postać leku recepturowego: mieszanka doustna (mixtura) nasercowo-uspokajająca:

Rp.
Salis Erlenmayeri                      12,5
Veronali Natrii                              1,5
Tinct. Convallariae titratae         10,0
Tinct. Adonidis vernalis titratae  18,0
Tinct. Menthae piperitae                  
Tinct. Belladonnae                 aa  4,0
Aquae destillatae                       30,0
Sir. Passispasmini              ad 250,0
M.f.mixt.

W niektórych krajach jest nadal stosowany.

## Preparaty
Polska
W Polsce obecnie nie ma zarejestrowanych preparatów zawierających barbital. Dawniej dostępne były następujące preparaty:
- Veronalum solubile (sól sodowa), subst. do receptury aptecznej – ostatnim jej wytwórcą była Farmaceutyczno-Chemiczna Spółdzielnia pracy Galenus
- Veronalum, subst. do receptury aptecznej – ostatnim wytwórcą były Tarchomińskie Zakłady Farmaceutyczne Polfa.
- Veramid (Veramon), tabl. 0,4 g (preparat złożony, zawierał 0,287 g aminofenazonu oraz 0,113 g barbitalu) oraz subst. do receptury aptecznej (zawierała 71,75% aminofenazonu oraz 28,25% barbitalu) – ostatnim wytwórcą były Pabianickie Zakłady Farmaceutyczne Polfa.

Niemcy
Obecnie (2023) w Niemczech jest dostępna sól sodowa barbitalu (Barbitalum Natricum, syn. Veronalum Natrium) jako surowiec farmaceutyczny do receptury aptecznej (Fagron Deutschland GmbH).

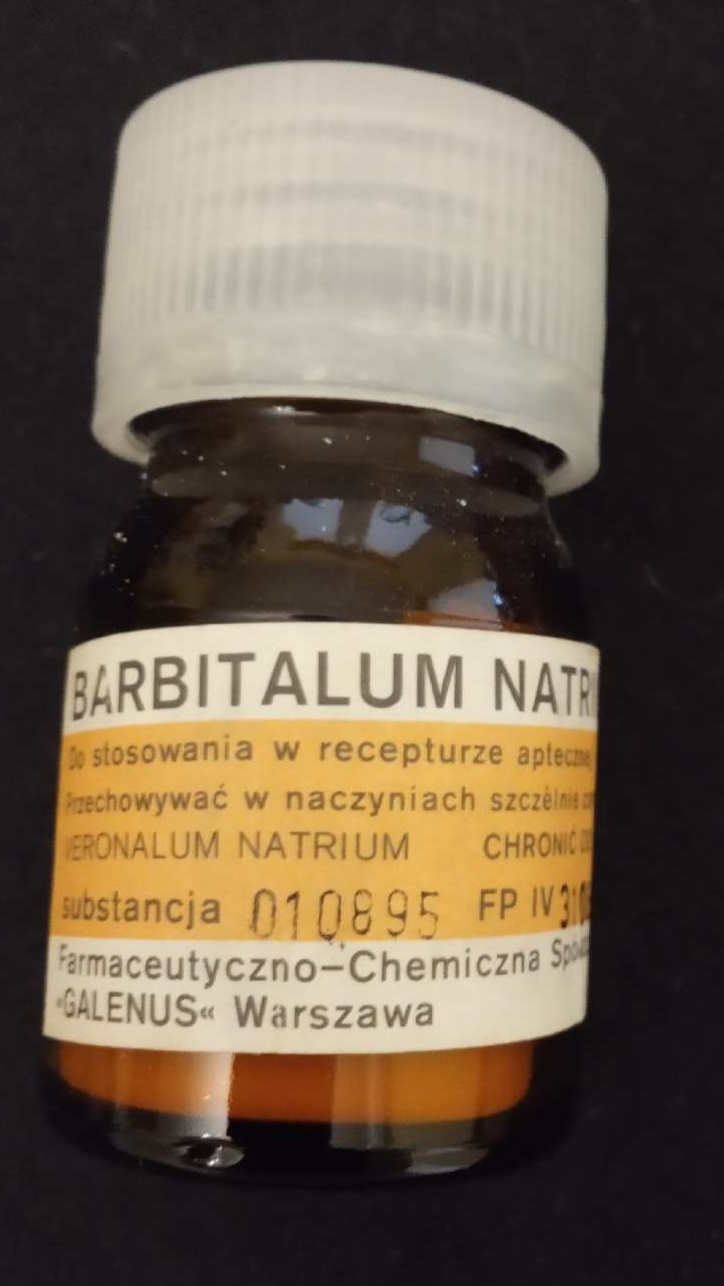
Surowiec farmaceutyczny do receptury dostępny dawniej w Polsce (1998)
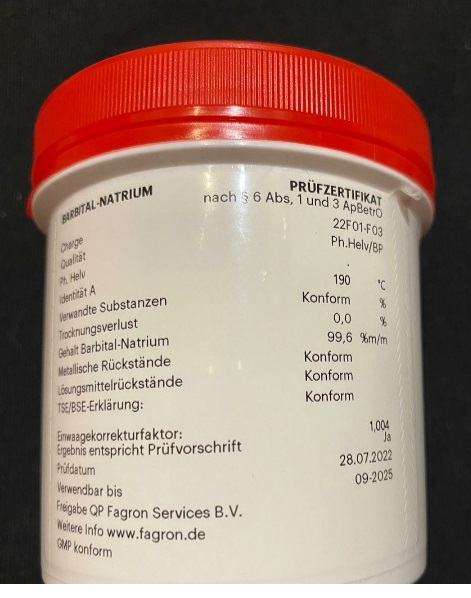
Surowiec farmaceutyczny do receptury (Niemcy, 2023)